# Seebuck
De Seebuck is een berg in de deelstaat Baden-Württemberg, Duitsland. De berg heeft een hoogte van 1.448 meter en is daarmee na de Feldberg de hoogste berg van het Zwarte Woud.